# Stara Synagoga w Wyrzysku
Stara synagoga w Wyrzysku – została zbudowana w połowie XVIII wieku przy obecnej ul. Pocztowej. Była to budowla drewniana. Na jej miejscu w 1860 roku wzniesiono nową synagogę.